# Bahşılı (district)
Bahşılı is een Turks district in de provincie Kırıkkale en telt 7.121 inwoners (2007). Het district heeft een oppervlakte van 182,0 km². Hoofdplaats is Bahşılı.
De bevolkingsontwikkeling van het district is weergegeven in onderstaande tabel.
| 1997  | 2000  | 2007  |
| ----- | ----- | ----- |
| 7.118 | 8.525 | 7.121 |